# Tipula (Pterelachisus) glacialis
Tipula (Pterelachisus) glacialis is een tweevleugelige uit de familie langpootmuggen (Tipulidae). De soort komt voor in het Palearctisch gebied.